# 르노 클리오
르노 클리오(Renault Clio)는 프랑스의 자동차 제조사 르노에서 1990년부터 생산하는 전륜구동 소형 해치백으로, 5의 후속 차종이다. 일본에서는 혼다가 이전에 가지고 있었던 동명의 대리점과의 분쟁을 피하기 위해 클리오 대신 루테시아(ルーテシア, Lutecia)라는 차명으로 나오고 있다.

## 1세대
1990년에 출시했다.

## 2세대
고성능 버전으로 라구나의 V6 엔진을 단 클리오 V6 스포츠가 있었다.

## 3세대
2005년부터 2014년까지 팔렸다.

## 4세대

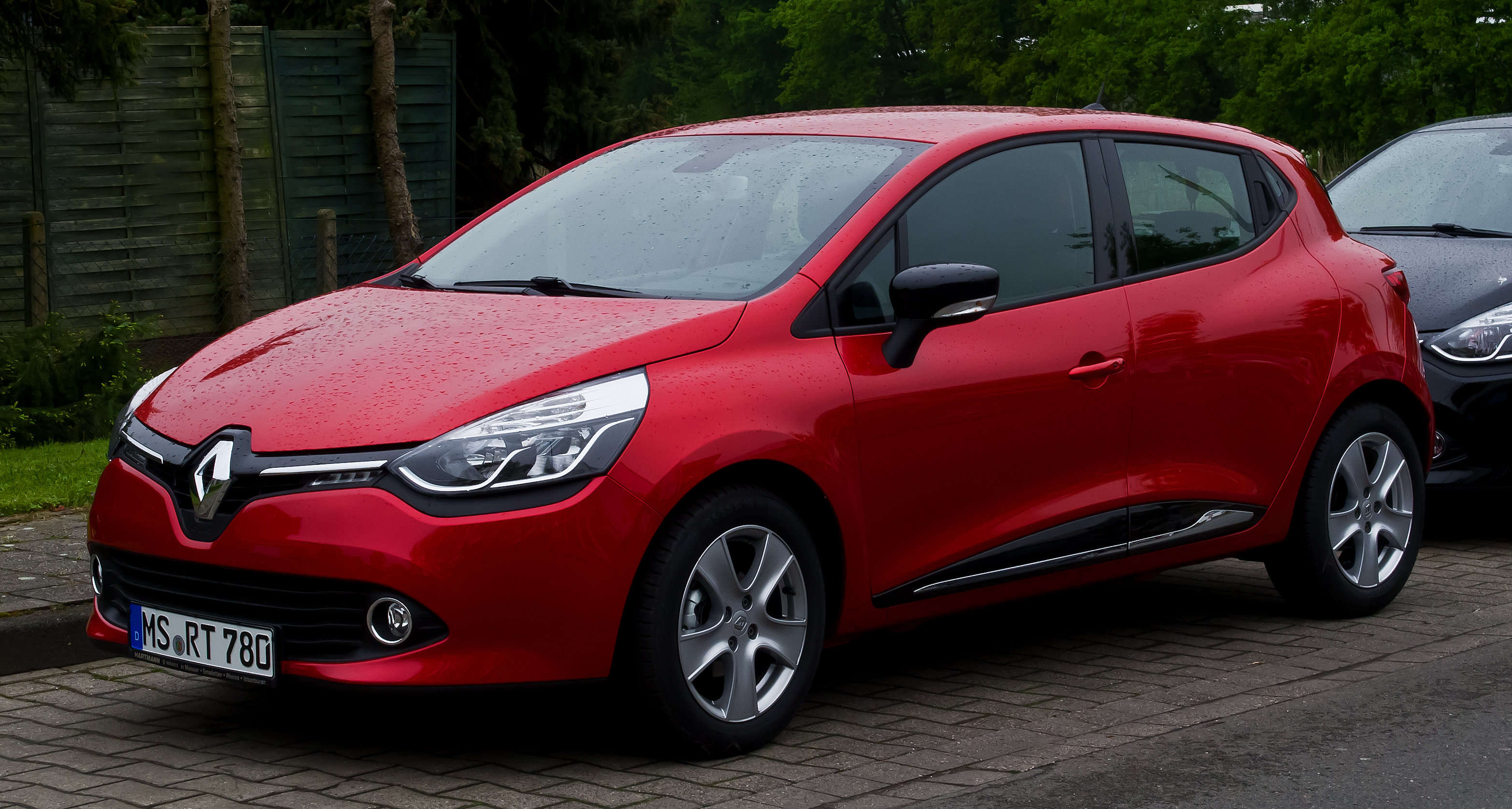
르노 클리오 (전기형) 정측면

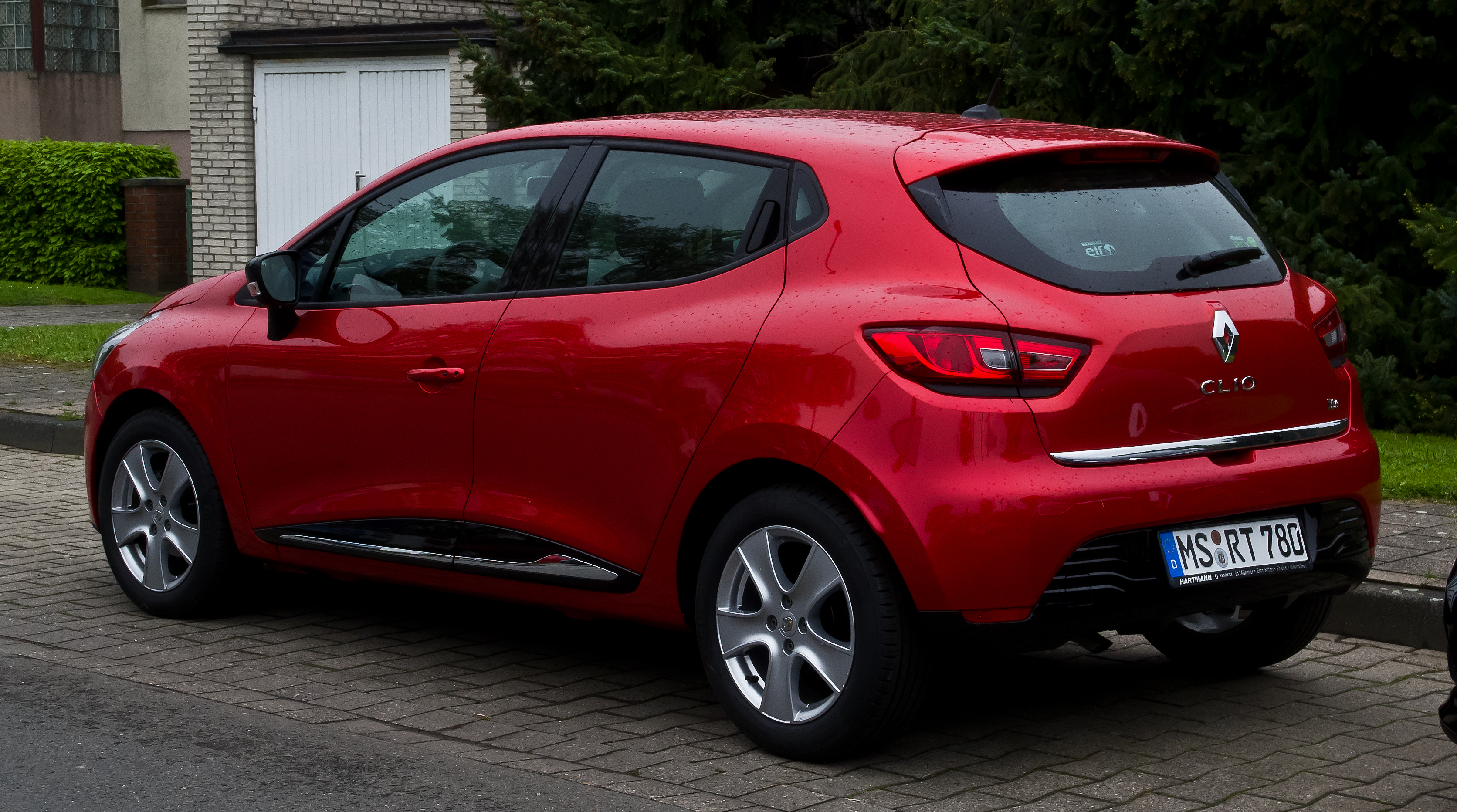
르노 클리오 (전기형) 후측면

2012년 파리 모터쇼에서 최초로 공개되었다. 르노의 새로운 패밀리룩을 적용하였으며, 뒷문 손잡이가 C필러 쪽으로 이동하였다. 같은 플랫폼을 쓰는 차량으로는 캡쳐가 있다. 2016년 페이스리프트를 진행하였다.

### 대한민국 시장

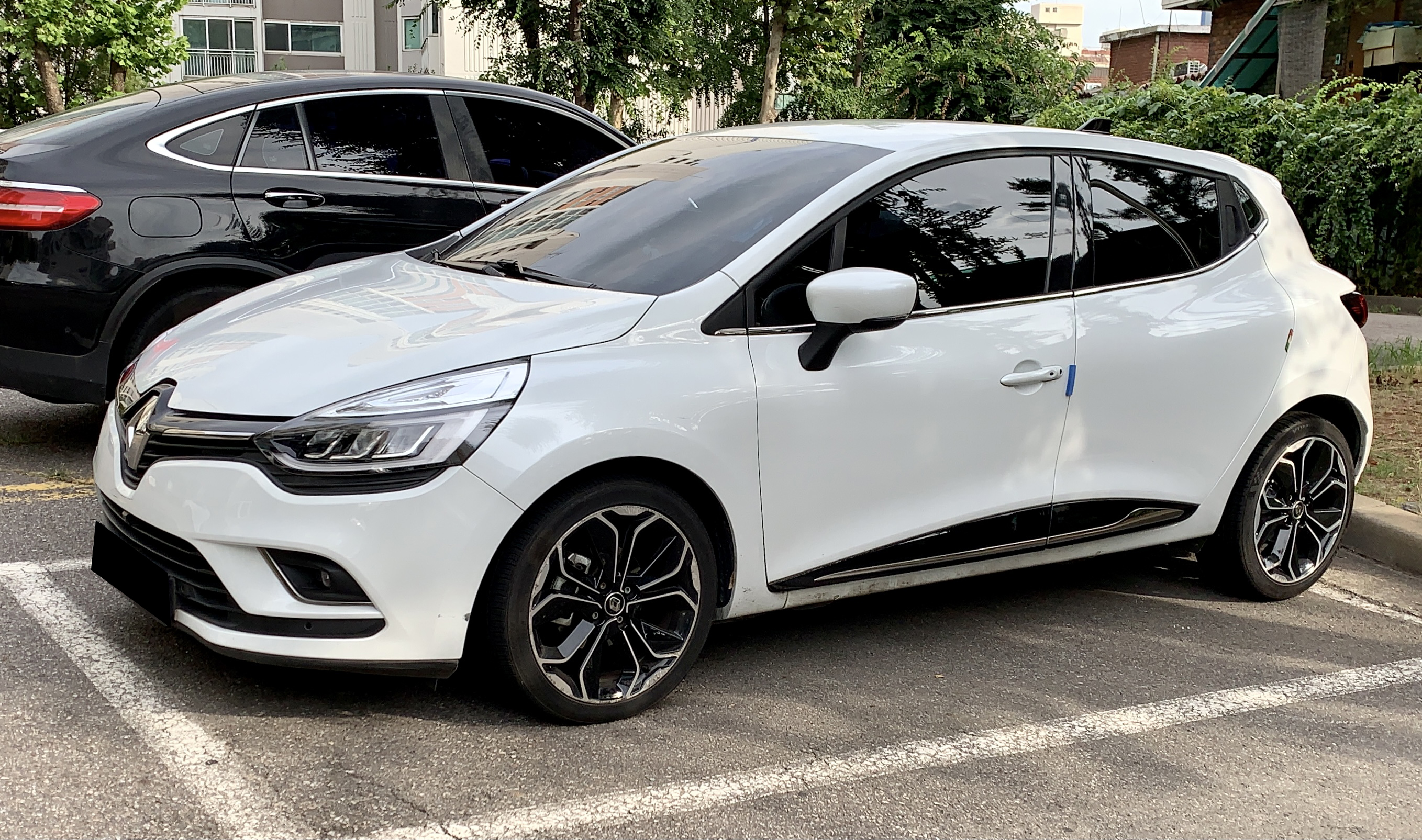
르노 클리오 (후기형) 정측면

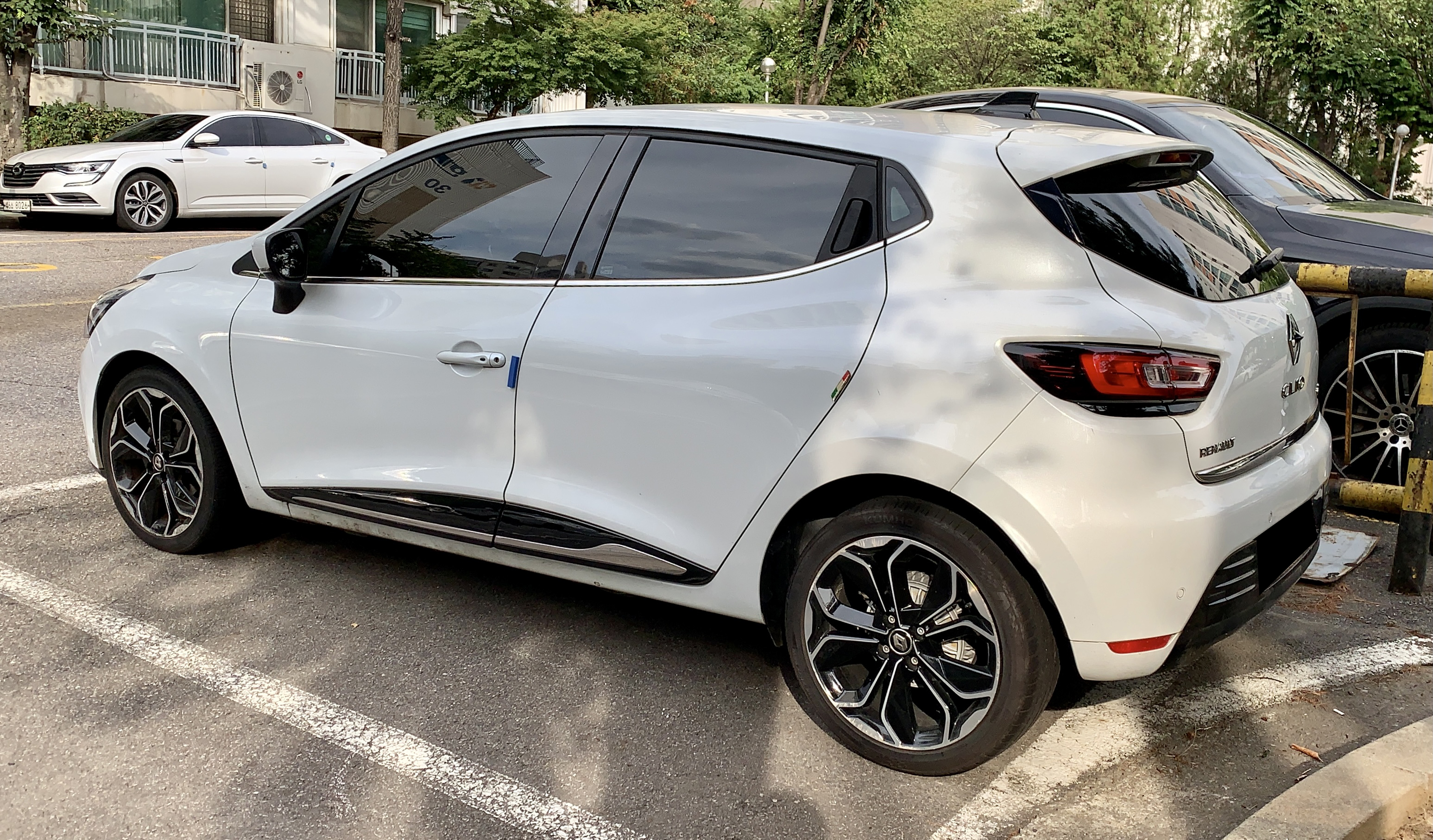
르노 클리오 (후기형) 후측면

대한민국에서는 2018년 5월부터 르노삼성자동차를 통해 4세대 페이스리프트 모델이 수입되어 2019년 말까지 판매했으며, 르노의 로장주 엠블럼을 달고 판매했다. 대한민국에서 판매하는 클리오는 튀르키예 부르사에 있는 현지공장인 오야크-르노에서 생산됐으며, 르노삼성 QM3(캡쳐)와 공용하는 90마력 K9K 1.5리터 커먼레일 디젤 엔진 사양만 들어왔다. 하지만 들어온 시기가 5세대의 출시를 앞둔 때였던 탓에, 재고떨이가 아니냐는 논란이 일기도 했다. 4세대 클리오의 대한민국 판매가 끝난 후에는 소형 EV 해치백인 조에가 한동안 클리오의 자리를 대체했다.

## 5세대

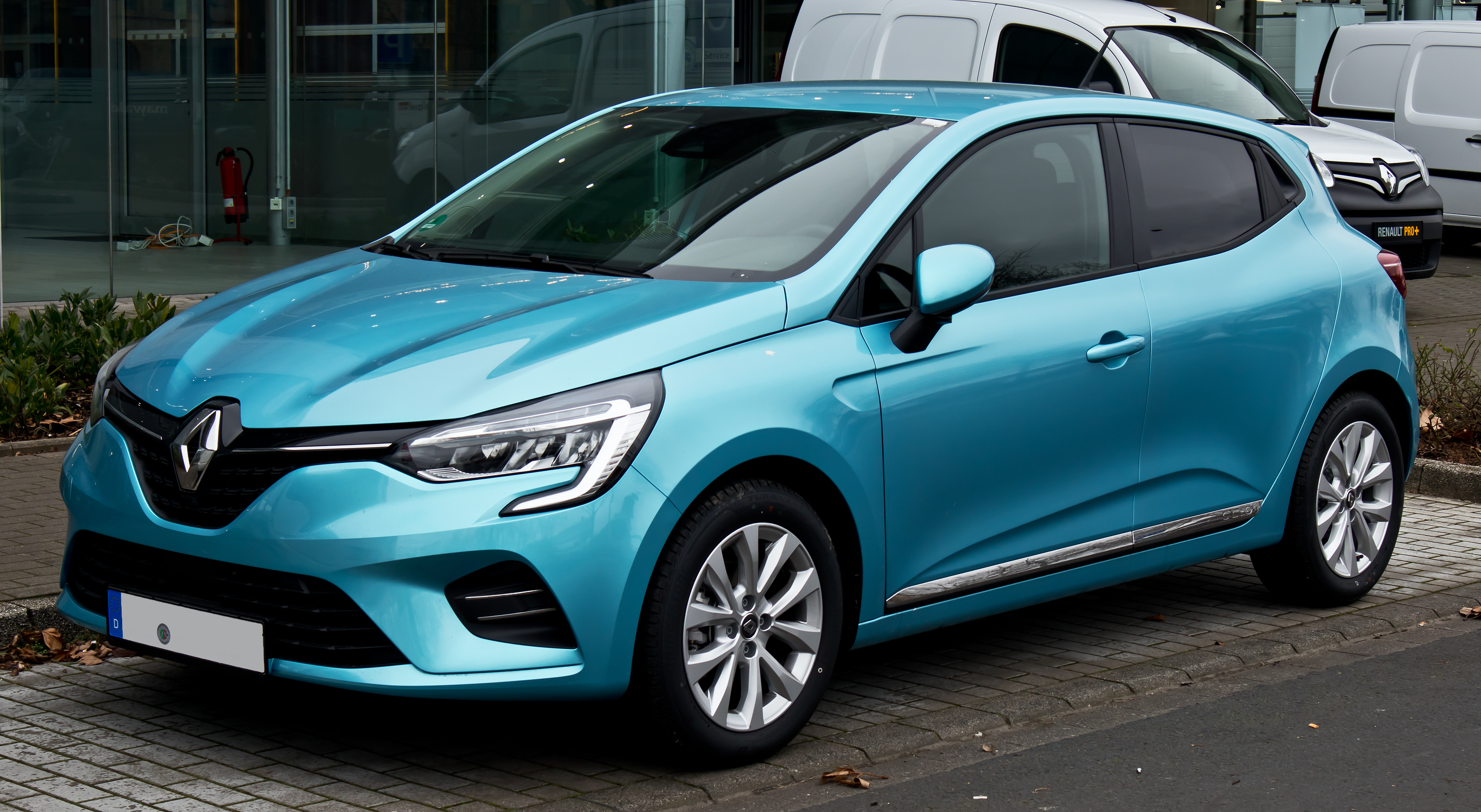
르노 클리오 정측면

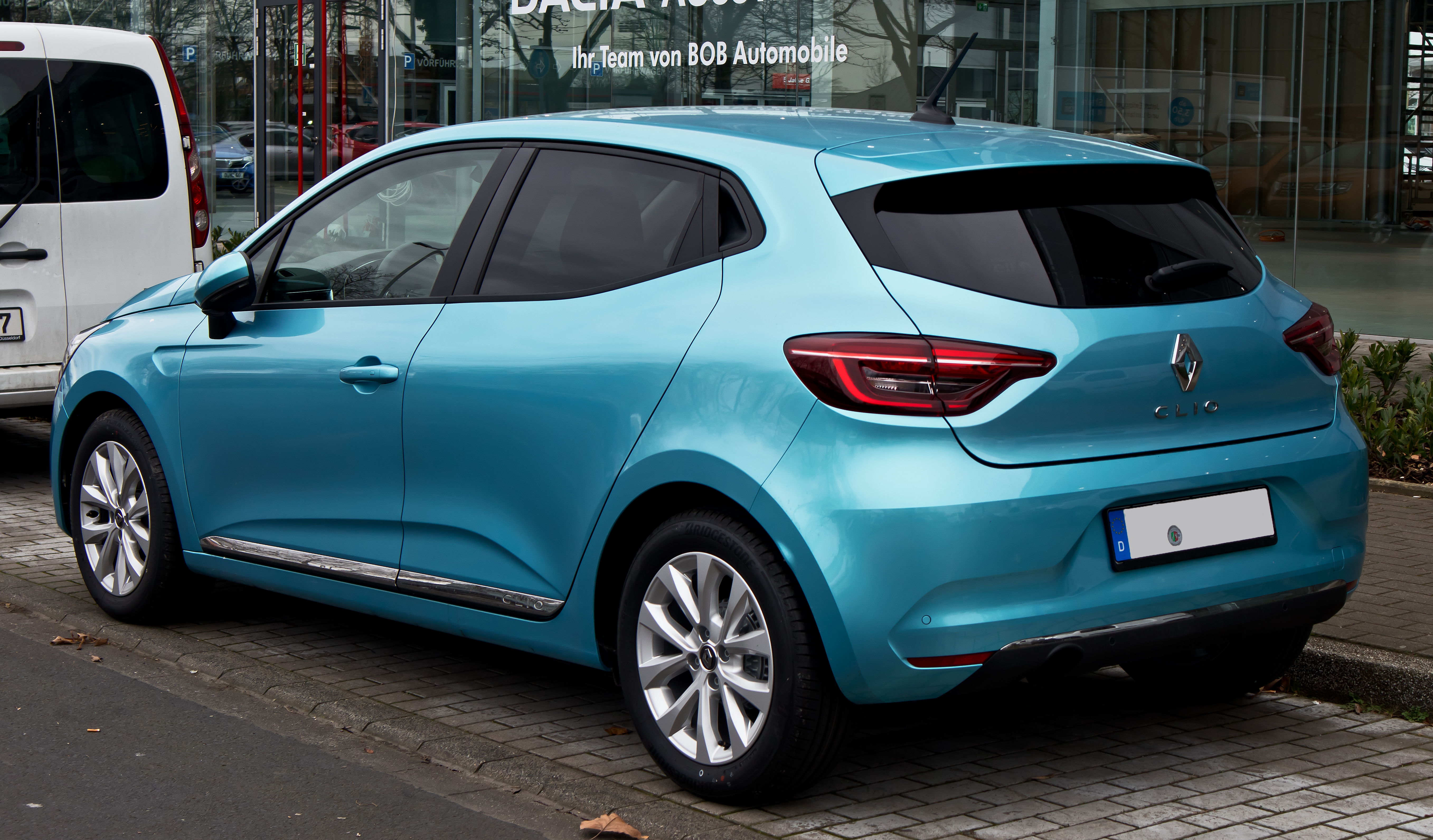
르노 클리오 후측면

2019년 출시되었으며, CMF-B 플랫폼을 기반으로 개발되었다. 이전 모델보다 더욱 고급스러워진 디자인이 특징이며, 하이브리드 모델도 선택할 수 있게 되었다.